# Corrado Giaquinto

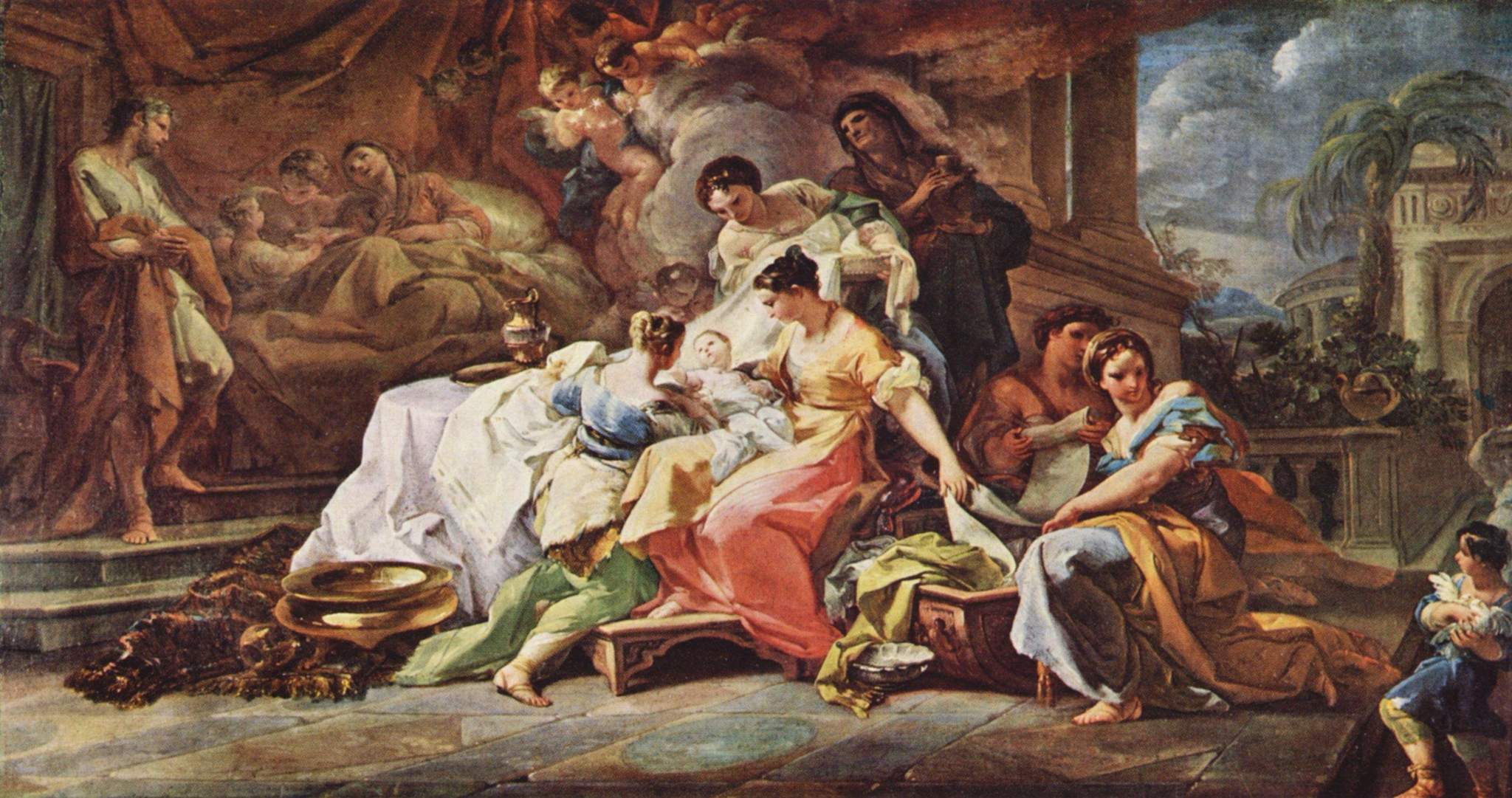
Jungfru Marie födelse (1740-tal)

Corrado Giaquinto, född 8 februari 1703, död 18 april 1766 i Neapel, var en italiensk målare, i huvudsak verksam i Neapel och Rom.